# 677 Aaltje
Aaltje (asteroide 677) é um asteroide da cintura principal com um diâmetro de 28,87 quilómetros.

## Descoberta e nomeação
Descoberto por August Kopff em 18 de janeiro de 1909, no Observatório de Heidelberg. No qual recebeu a designação provisória de 1909 FR. O nome "Aaltje" foi atribuído ao asteroide em homenagem à cantora soprano dos Países Baixos, Aaltje Noordewier-Reddingius (1868-1949).

## Órbita
677 Aaltje tem uma órbita heliocêntrica elíptica de excentricidade 0,05 e uma inclinação de 8,48°. Com um período orbital de 5,08 anos. Durante o periélio sua distância é de 2,80 UA, enquanto que seu afélio é de 3,10 UA em relação ao Sol.